# Cinemex
Operadora de Cinemas, S.A. de C.V. (conocida simplemente como Cinemex), es una empresa mexicana dedicada al desarrollo y operación de complejos múltiples de exhibición cinematográfica, surgida en 1993 de la mano de los mexicanos Miguel Ángel Dávila y Adolfo Fastlicht, y del estadounidense Matthew Heyman como un proyecto para su maestría en negocios en la Universidad de Harvard, Massachusetts, con el cual buscaban reinventar el concepto de proyección de películas en México, ramo que en ese momento estaba cubierto en el país por dos empresas, básicamente: Compañía Operadora de Teatros (COTSA), a cargo del gobierno de México, que administraba las grandes salas de cine añejas, y las privadas Organización Ramírez y Cinemark precursora en el concepto de complejos multisalas. 
Actualmente, es la segunda marca de cines más grande de México, sólo superada por Cinépolis, y dentro de las 8 más grandes a nivel mundial, durante el primer trimestre de 2020 se informó, que la empresa cuenta actualmente en el país con 351 complejos de cine con 3 mil 94 pantallas en México, repartidas en 104 ciudades y albergando a más 14 mil empleados. También tiene presencia en Estados Unidos de los cuales tiene 41 complejos en el mercado estadounidense con 420 salas, desde su incursión en ese país en 2017.

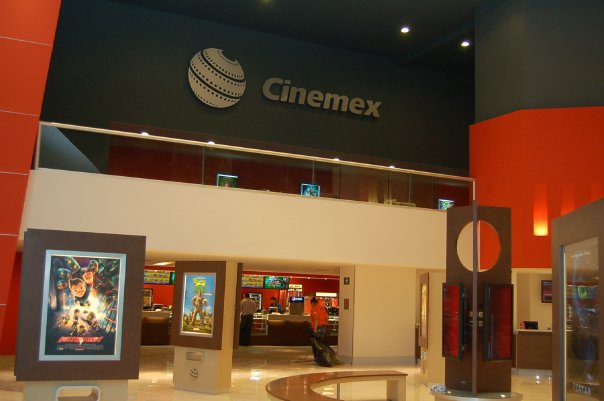
Cinemex en Ciudad Lázaro Cárdenas, Michoacán, México.

## Historia
Cinemex inició sus operaciones con la apertura de su primer complejo, ubicado en Pabellón Altavista el 2 de agosto de 1995, en la Ciudad de México. Cinemex construyó complejos multiplex, los cuales se caracterizan por tener de 8 a 15 salas que permanecen abiertas todos los días del año con funciones programadas en horarios escalonados, lo cual permite que haya disponibilidad al público de alguna película a lo largo del día.
Posteriormente, durante el lapso del año 2001 Cinemex compró a la cadena de cines americana General Cinema y sus 5 complejos de cine en México, en ubicaciones como Ciudad de México, Jalisco y Morelos.
El 19 de junio de 2002, la empresa pasó a manos extranjeras cuando el conglomerado canadiense ONEX Corporation junto con la firma estadounidense Oaktree Capital Management adquirieron la empresa por un monto de 295 millones de dólares, con una participación del 58% y de poco más del 41% respectivamente, bajo la condición de respetar su plan de crecimiento así como de mantener al equipo que la manejaba. Una porción de menos de un punto porcentual se quedó en manos de Miguel Ángel Dávila, quien era el director general y uno de los tres miembros fundadores. En ese momento, Cinemex contaba con un total de 349 salas en 31 complejos.
En junio de 2004, tan sólo dos años después, ONEX y Oaktree decidieron vender la empresa a los fondos de inversión de origen estadounidense The Carlyle Group México, Bain Capital y Spectrum Equity Investors. Las instituciones agruparon a la cadena mexicana como parte de AMC Entertainment, empresa que era propiedad de The Carlyle Group en aquel entonces.
El 5 de noviembre de 2008, Entretenimiento GM de México, filial del consorcio Empresarios Industriales de México (propiedad de Germán Larrea Mota Velasco, accionista mayoritario de Grupo México), adquiere la compañía por un monto de 3,500 millones de pesos, más una deuda que ascendía a 77.5 millones de dólares, a AMC Entertainment que para ese momento, ya había pasado a manos de las firmas financieras Apollo Advisors y JP Morgan Chase. Meses antes, el 22 de febrero, se había dado a conocer que Entretenimiento GM de México había llegado a un acuerdo con Latin America Movie Theaters (LAMT), propiedad en ese entonces del fondo de inversión estadounidense Southern Cross Group, de la entidad financiera de la misma nacionalidad Morgan Stanley y del empresario mexicano Henry Davis, por medio del cual adquirió la cadena exhibidora MMCinemas, con base en Monterrey, la cual operaba 50 inmuebles con 804 pantallas ubicadas en 51 ciudades de 22 estados del país, aunque la mayoría se concentraba en Nuevo León, Tamaulipas, Chihuahua y Sonora, entidades fronterizas del norte de la república.
El 4 de abril de 2012, Grupo Cinemex confirmó la adquisición de los 14 complejos de la cadena exhibidora Cinemas Lumiere, los cuales se sumaban a los 175 complejos con los que ya contaba en todo México, arrojando un total de 189 complejos. Tras este crecimiento, Entretenimiento GM decidió desaparecer paulatinamente las marcas MMCinemas y Cinemas Lumiere para adaptar todas las salas a la nueva imagen corporativa de la marca Cinemex.
Al iniciar el 2013, la cadena contaba con 200 complejos cinematográficos en el país, pero aún quedaba a la sombra de su principal competidor: Cinépolis. Por ello, el plan a futuro busca la expansión al interior de la República Mexicana, dado que sus principales complejos se encuentran dentro de la Zona Metropolitana de la Ciudad de México.
El 18 de febrero de 2013, Cinemex con el fin de expandirse al interior de la República Mexicana, anunció la adquisición de los 29 complejos (con 290 salas) que operaba Cinemark de México, filial de la empresa estadounidense Cinemark; sin embargo, la Comisión Federal de Competencia Económica (CFC) rechazó dicha transacción debido a que detectó que sólo quedarían dos competidores en el mercado: Cinépolis y Cinemex, lo cual constituiría un duopolio con participaciones simétricas que podrían generar prácticas monopólicas absolutas o acuerdos entre competidores que pudiera perjudicar a los consumidores.
No obstante, luego de que la CFC fuera reestructurada como Comisión Federal de Competencia Económica (CFCE) tras las reformas constitucionales en materia de telecomunicaciones y competencia de junio de 2013, el nuevo organismo autorizó el 12 de noviembre de 2013, la operación de fusión de Cinemark con Cinemex al considerar que no existían elementos para concluir riesgos sustanciales a la competencia en el mercado de exhibición de películas en sala. Se estimó que el monto de la transacción fue por 130 millones de dólares aunque el dato exacto no fue revelado.
Bajo este mismo año, Cinemex logra un acuerdo con la empresa norteamericana MediaMation para proveerle de su tecnología MX4D e implementar el Cine 4D en sus complejos, logrando así competir con Cinépolis. A finales de 2013, Cinemex anuncia una nueva sala para sus complejos llamada  CinemeXtremo. Esta nueva sala cuenta con un equipo innovador de sistema de audio Dolby Atmos, pantallas con un tamaño mayor a las convencionales, proyección 100% digital y con butacas ergonómicas con diseño especial para mayor comodidad. Logrando así cerrar el año con importantes avances dentro de la empresa y la posicionaría dentro del mercado mexicano como una importante exhibidora de películas.
En 2015, bajo su aniversario número 20, Cinemex anunció planes para expandirse a los Estados Unidos con cines premium, incluyendo una ubicación en American Dream Meadowlands en Nueva Jersey. Durante ese mismo año Cinemex convierte las salas de Blockbuster Cinemas a su marca debido a la desaparición de Blockbuster México. En 2016, abrió su primer concepto en EE. UU. "CMX: The VIP Cinema Experience", en el Brickell City Center de Miami. En octubre de 2017, Cinemex anunció su intención de adquirir Cobb Theatres a través de la subsidiaria CMX Cinemas, lo que la convirtió en la octava cadena de cine más grande de los Estados Unidos con 30 complejos y 342 pantallas. En febrero de 2018, Cinemex y Coca-Cola vuelven a tener un alianza comercial después de haber estado separados por 15 años en el mercado mexicano.
Debido a la Pandemia de COVID-19 en México, luego de reabrir sus puertas para reactivar la economía causada por la pandemia, cerrarían indefinidamente 145 salas en todo México, temporalmente desde el mes de febrero de 2021, esto debido a la poca afluencia de gente en las salas y por falta de estrenos, ya que no resistió su economía por la pandemia y tuvo que aliarse con diferentes bancos, para pagar una cantidad de 230 millones de dólares en deuda. Por lo que posteriormente, desde el 26 de mayo de 2021, comenzó su regreso a las 153 salas de todo México de manera  parcialcon el estreno de la película de Disney: Cruella.
El 29 de noviembre de 2023 llega IMAX con laser a Cinemex en principales centros comerciales como Cinemex Santa Fe, Cinemex Parque Delta y Cinemex Market Antara Polanco.
El 11 de diciembre de 2024, Cinemex renueva su imagen corporativa apostando por un diseño más sencillo e inspirado en Cinemark, luego de que la Mexicana se fusionara con Cinemark Mexico en 2013.
El 31 de marzo de 2025‚ Cinemex Premium renueva su imagen apostando por un diseño más sencillo

## Asistencia
Actualmente, en México se registran más de 110 millones de boletos vendidos de Cinemex, representando el 31% del total del mercado, mientras que su competidor directo, Cinépolis, tiene el 65% y el resto lo abarcan otros cines en el país con el 4% del mercado.

## Polémica
En 2016, debido a problemas con "Universal Pictures México", la compañía distribuidora de la película de DC Comics, Suicide Squad, Cinemex rechazó la proyección en sus complejos dicha película, causando una enorme polémica y lluvia de comentarios de todo tipo. El informe se produjo solo un día antes del estreno de la película en cines. Cinemex en ese momento había informado que ya había vendido cerca de 100 mil boletos, tanto para las funciones de medianoche, como para el fin de semana y pidió a los usuarios ir los complejos donde habían comprado dichos boletos, para hacer un reembolso o en su caso dar cortesías para otras funciones.

## Marcas de la empresa
Salas y Proyecciones

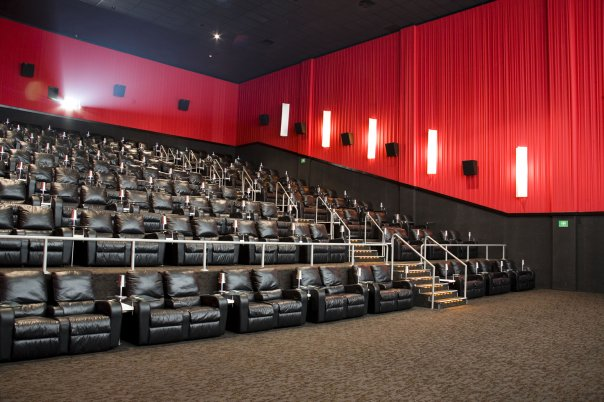
Cinemex Platino.

- Cinemex Premium: Es una idea original de Cinemex, donde las salas cuentan con butacas más suaves, de mayor comodidad, tamaño y con mayor espacio entre ellas y una paleta en la butaca para lograr poner los alimentos y bebidas.[40] Es la sala intermedio entre las salas tradicionales y la sala Platino.

- Cinemex Market: Concepto revolucionario de concesiones donde encontrarás islas de marcas reconocidas como si fuera un supermercado donde puedes pedir y llevar artículos en tu canasta, principalmente tiene marcas como Starbucks, Hooters, sushi, vino, cerveza, etc. Las salas cuentan con butacas Premium.

- Cinemex Confort (antes Platino): Salas equipadas con cómodos sillones de piel reclinables estilo reposet que cuentan con una taquilla y un recibidor exclusivos, así como con personal al que se le puede solicitar alimentos gourmet y bebidas del bar de una selecta carta para ser llevados hasta la butaca, parecidas a las salas de Cinépolis VIP.[41]

- Casa de Arte: Salas de 5 complejos seleccionados dedicadas a exhibir películas independientes o de autor catalogadas como cine de arte. En sus inicios, Cinemex creó en la zona de Polanco un complejo de 4 salas dedicadas exclusivamente al cine de autor, el cual se llamó originalmente Cinemex Masaryk y posteriormente fue nombrado Cinemex Casa de Arte. Dicho complejo fue la sede principal del efímero Festival Internacional de Cine Contemporáneo (FICCO). Tanto el complejo como el festival fueron cerrados luego de la adquisición de la cadena por parte de Entretenimiento GM de México, posteriormente fue convertido a Foro Masaryk. Tiempo después Cinemex pasó su Casa del Arte a la sucursal de Reforma donde anteriormente formaba parte de Cinemas Lumiere.[42]
- Espacio Alternativo Cinemex: Es una sección donde pasan eventos no relacionados al cine como partidos de fútbol, NFL o transmisiones en vivo de conciertos.

- CinemeXtremo: Salas equipadas con el sistema de sonido Dolby Atmos, a través de bocinas con 30.000 watts de potencia y 24 canales de sonido envolvente ubicadas por todos lados de la sala, que ofrecen mayor definición y fidelidad así como con butacas de diseño ergonómico y deportivo, junto a una pantalla mayor a la tradicional y una calidad de imagen mayor.[43]

- CinemeX4D: Salas de proyección en tercera dimensión equipadas con dispositivos de movimiento en las butacas, así como de agua y de aire para acompañar los efectos de las películas con el fin de experimentar sensaciones que hagan sentir al espectador que forma parte de la acción.[44]

- CineMá: Es un tipo de salas creadas para padres de familia con bebés menores a 2 años. Se caracterizan por volumen de sonido menor a 50%, luminosidad reducida parcialmente y servicio de dulcería en sala.

- Cinemex 3D: Proyecciones de películas en tercera dimensión con el sistema Real D 3D que se pueden ver en sus salas Premium, Platino, X4D y CinemeXtremo.

Programa de lealtad
- Invitado Especial: Es un programa de lealtad que maneja Cinemex para sus invitados, basándose en 3 niveles que son Básico, Oro y Premium, de la mano del programa de lealtad Payback México. No fue hasta el día 5 de junio de 2023 que la marca Payback México se retiraría del mercado mexicano,[45]cambiando por completo la tarjeta de Cinemex, así como posteriormente el sistema y la remisión de puntos pasan a la nueva tarjeta Cinemex Invitado Especial en agosto de 2023.[46]

Programas sociales
- Conciencia Cinemex: Es un programa ligado a la responsabilidad social, provee actividades de soporte y ayuda a diferentes organizaciones sin fines de lucro, para impulsar el desarrollo de un mejor país.[47]